# 勒克拉
勒克拉（法語：Le Clat）是法国奥德省的一个市镇，属于利穆区（Limoux）阿克萨县（Axat）。该市镇2009年时的人口为31人。

## 人口
勒克拉人口变化图示
| 数据来源：INSEE |